# McCabe i la senyora Miller
 McCabe i la senyora Miller  (original: McCabe & Mrs. Miller) és una pel·lícula estatunidenca dirigida per Robert Altman, estrenada el 1971 i doblada al català

## Argument
El 1902, John McCabe arriba a Presbyterian Church, ciutat minera de l'oest americà. Decideix d'obrir-hi un bordell, que funciona prou per la presència de Constance Miller, una de les prostitutes, que aprofita la seva experiència i s'associa amb ell. Però les gelosies sorgeixen tan ràpidament com l'èxit de l'establiment...

## Comentari
Aquesta pel·lícula s'esforça a presentar un costat menys heroic dels personatges, i el revers de la conquesta de l'Oest.

## Repartiment
- Warren Beatty: John McCabe
- Julie Christie: Constance Miller
- Rene Auberjonois: Sheehan
- William Devane: l'advocat
- John Schuck: Smalley
- Corey Fischer: Mr. Elliot
- Bert Remsen: Bart Coyle
- Shelley Duvall: Ida Coyle
- Keith Carradine: un cowboy

## Al voltant de la pel·lícula
El director volia Elliott Gould pel paper de McCabe, però va ser rebutjat pels estudis.

## Premis i nominacions

### Nominacions
- 1972. Oscar a la millor actriu (Julie Christie)[3]
- 1972. BAFTA a la millor fotografia per Vilmos Zsigmond